# 土屋安娜
土屋安娜（日语：土屋 アンナ，1984年3月11日—），日本女模特兒、歌手、演員。出生於東京都。綽號為。安娜的母親是日本人，父親是有愛爾蘭血統的美國人。她有一個弟弟叫Kenneth，姐姐Angela也是模特。

## 人物
血型為A型，身高168公分、體重51公斤，三圍為B85・W60・H89。鞋碼為25cm，吸煙者。2004年與美籍模特兒新村 Joshua 奉子成婚，同年誕下長子澄海，但婚姻只維持了兩年，2008年 Joshua 更因為心臟病去世。土屋於2009年同造型師菊池大和結婚，翌年誕下次子，直至2016年初離婚收場。同年7月第三度結婚，嫁給較她年輕七歲的圈外人老公，翌年3月誕下女兒。2018年7月透過社交網站宣佈懷上第四胎。

## 音樂及影視出版品

### 單曲
|      | 發行日期       | 名稱                            |
| 1st  | 2006年1月25日  | Change your life                |
| 2nd  | 2006年3月23日  | SLAP THAT NAUGHTY BODY／MY FATE |
| 3rd  | 2006年6月28日  | rose                            |
| 4th  | 2007年1月10日  | 黒い涙                          |
| 5th  | 2007年2月7日   | LUCY                            |
| 6th  | 2007年8月1日   | BUBBLE TRIP／sweet sweet song   |
| 7th  | 2008年1月30日  | cocoon                          |
| 8th  | 2008年6月11日  | Crazy World                     |
| 9th  | 2008年9月10日  | Virgin Cat                      |
| 10th | 2009年7月1日   | Brave vibration                 |
| 11th | 2010年7月21日  | Atashi                          |
| 12th | 2010年8月18日  | Shout in the rain               |
| 13th | 2011年9月28日  | UNCHAINED GIRL                  |
| 14th | 2011年11月23日 | Switch On!                      |
| 15th | 2012年8月22日  | Voyagers                        |

### 專輯
|     | 發行日         | 名稱       |
| 1st | 2006年8月2日   | strip me?  |
| 2nd | 2008年10月29日 | NUDY SHOW! |
| 3rd | 2010年9月22日  | RULE       |

### 其他專輯
|            | 發行日        | 名稱                                       |
| ミニ       | 2005年8月24日 | Taste My Beat                              |
| リミックス | 2006年3月23日 | Taste My xxxremixxxxxxx!!!!!!!! Beat Life! |
|            | 2007年2月28日 | ANNA TSUCHIYA inspi' NANA（BLACK STONES）  |
| リミックス | 2009年3月11日 | NUDY xxxremixxxxxxx!!!!!!!! SHOW!          |

### DVD
| 發行日        | 名稱                                       |
| 2007年1月10日 | ANNA TSUCHIYA 1st Live Tour BLOOD OF ROSES |

### 合作專輯
| 發行日       | 名稱                                          |
| 2006年9月2日 | Ah Ah（Shinichi Osawa Remix 12'inch version） |
| 2008年5月3日 | Crazy World（FPM Hyper Society mix）          |
| 2008年9月5日 | Virgin Cat（LAVA Remix）                      |

### 主題曲
| 曲名                   | 播出之節目或廣告                                                                            |
| in my hands            | EDWIN「ViENUS JEAN」廣告曲                                                                  |
| Somebody Help Me       | 東京電視台聯播網「トゥルー・コーリング」 主題曲                                             |
| Change your life       | 京瓷「A5515K」廣告曲                                                                        |
| SLAP THAT NAUGHTY BODY | Alpen「Hart」廣告曲                                                                         |
| MY FATE                | 動畫「リーンの翼」 主題歌                                                                   |
| rose                   | 日本電視台動畫「NANA」 片頭曲                                                               |
| Lovin' you             | 松竹代理電影「沉默之丘」 日本版主題曲                                                       |
| Grooving beating       | 吉百利「Whiteen」廣告曲                                                                     |
| knock down             | 高絲「ヴィセ リキッドルージュ」廣告曲                                                       |
| 黒い涙                 | 日本電視台動畫「NANA」片尾曲                                                                |
| JUST CAN'T GET ENOUGH  | 日產汽車「MARCH」廣告曲                                                                     |
| I'm addicted to you    | 日本電視台動畫「NANA」 插曲                                                                 |
| LUCY                   | 日本電視台動畫「NANA」 片頭曲                                                               |
| better day             | ECC外語學院廣告曲                                                                           |
| BUBBLE TRIP            | P&G「HERBAL ESSENCES」廣告曲                                                                |
| sweet sweet song       | 第一興商「プレミアDAM」廣告曲                                                               |
| cocoon                 | NTT DoCoMo廣告曲                                                                            |
| u                      | 20世紀フォックス・ホーム・エンターテイメント・ジャパン「Lの世界」 DVD発売キャンペーンソング |
| Crazy World            | 第一興商「プレミアDAM」廣告曲                                                               |
| Virgin Cat             | 20世紀フォックス・ホーム・エンターテイメント・ジャパン「Lの世界」 DVD発売キャンペーンソング |
| GINGER                 | 朝日啤酒「ジンジャードラフト」廣告曲                                                        |
| Dirty Game             | TBS電視聯播網「J-SPO」片頭曲                                                                |
| GUILTY                 | 索尼影視娛樂代理動畫電影「バイオハザード ディジェネレーション（惡靈古堡：惡化）」片尾曲     |
| Brave vibration        | 資生堂「ANESSA」廣告曲                                                                      |
| Brave vibration        | 日本電視台聯播網「音樂戰士 MUSIC FIGHTER」6月份片頭曲                                       |
| Brave vibration        | 朝日電視台聯播網「プロマーシャル」タイアップソング                                          |
| Loser!                 | 電影「BLUE PACIFIC STORIES『フィッシュ・ボーン』」主題歌                                    |
| Switch On!             | 特攝片「假面騎士Fourze」主題歌                                                              |
| Voyagers               | 特攝電影「假面騎士Fourze THE MOVIE 大家的宇宙來了!」主題歌                                  |

## 演出經歷

### 電影
- 下妻物語（2004年，東寶） - 白百合巫女（草莓）
- 茶之味（2004年、クロックワークス・レントラックジャパン） - 鈴石アオイ 役
- 金龜車賀比（2005年，迪士尼） - 梅琪・佩頓（日語配音）
- バッシュメント（2005年、VITA） - 主演・大森樹里 役
- 打工偵探（2006年、ジェネオン エンタテインメント） - モニーク 役
- 令人討厭的松子的一生（2006年、東寶） - 飾 女囚
- 多羅羅（2007年，東寶） - 鯖目の奥方 役
- 惡女花魁（2007年，Asmik Ace Entertainment） - 主演，清葉（日暮）
- 幸福的魔法繪本（2008年、東寶） - タマ子 役
- 天堂之門（2009年、アスミック・エース）  - ホストクラブの客 役
- カムイ外伝（2009年、松竹） - アユ 役

### 電視劇
- S -終極警官-（2014年，TBS）- 飾 橫川秋
- 私人銀行家（2025年，朝日電視台）- 飾 天宮寺沙織

### 網路劇
- 華麗追隨（2020年，Netflix） - 飾 土屋安娜

### 舞台戲
- ダブリンの鐘つきカビ人間（2005年）
- 太陽の船

### 動畫電影
- それいけ! アンパンマン 妖精リンリンのひみつ（2008年、東京テアトル） - リンリン 役
- ChaO，我代表人類跟人魚結婚了（2025年、東映） - 飾 總編輯[6]

### 電視廣告
- 可爾必思「カルピスウォーター」（2002年）
- 高絲
  - 「エスプリーク」
  - 「ヴィセ」
- Hoyu「Beauteen」
- EDWIN「503」（2006年~）
- 日本電氣、FOMA「N902iS」（2006年）
- 麒麟飲料「聞茶」（2006年）
- 第一興商「PremierDAM」（2007年~）
- NTT DoCoMo「DoCoMo2.0」（2007年～2008年）
- （2007年）
- P&G「ハーバルエッセンス」（2007年）
- CASIO「Baby-G」（2008年~）
- MAISON GILFY A/W（2008年）
- 朝日啤酒「ジンジャードラフト」（2008年、MONKEY MAJIKと共演）
- 本田技研工業「ホンダグリーンマシーン」（2008年~）
- 資生堂
  - 「MAQuillAGE」（2009年~）
  - 「ANESSA」（2009年~）

### 電視節目
- NHK語学講座 義大利語会話（2003年度、2007年度下期、NHK教育頻道） - 學生
- 鬧鐘電視「ガクナビ」（2007年～、富士電視台系） - 旁白
- タナゴコロッジ（2008年～、關西電視台）

### 網路節目
- ファッションウォーカー（インターネットファッション雑誌）

### 廣播
- Premier DAM High on Music 〜My Music Style〜（TOKYO FM、2007年4月～）

### 書籍
- ANNA BANANA（2004年6月、宝島社）
- FLEUR（フルール）（2004年12月22日、ワニブックス）
- Happy Days―アンナ、ママになる!（2005年12月、祥伝社）
- あんさん ホスティス修業中（2007年8月3日、イースト・プレス）

### 寫真集
- White Ice Sherbet―土屋アンナ写真集 （2003年1月、ラウンドハウス）
- ANNA（2007年2月21日、講談社）

### 雜誌連載
- Zipper
- CUTiE
- FRING POSTMAN PRESS

## 獲獎經歷
- 2004年 第29回報知電影獎新人獎（『下妻物語』『茶之味』）
- 2004年 第47回藍絲帶獎新人獎（『下妻物語』『茶之味』）
- 2004年 第26回橫濱影展最優秀新人獎 （『下妻物語』『茶之味』）
- 2004年 第28回日本電影金像獎 新人獎 （『下妻物語』）
- 2004年 第78回電影旬報 Best 10 新人獎 （『下妻物語』）
- 2004年 第59回每日電影獎 新人獎 （『下妻物語』）
- 2004年 第14回日本電影批評家大獎 女配角獎（『下妻物語』）
- VOGUE「NIPPON Women of the Year 2007」[7]。

## 外部連結
- ANNA TSUCHIYA OFFICIAL WEB SITE（页面存档备份，存于）
- 土屋安娜的Instagram帳戶
- YouTube上的土屋安娜頻道